# Agathe Uwilingiyimana
Agathe Uwilingiyimana (23. květen 1953 – 7. duben 1994) byla první žena zastávající premiérskou funkci v africké Rwandě.
Narodila se v roce 1953 ve rwandské vesnici Nyaruhengeri. V roce 1993 se stala premiérkou Rwandy. Stala se jednou z prvních obětí rwandské genocidy, války mezi Huty a Tutsii. Byla zavražděna 7. dubna 1994 ráno spolu se svým manželem. Spolu s ní byli zavražděni i belgičtí vojáci, kteří byli posláni premiérku chránit. Po této zkušenosti Belgie stáhla své síly ze Rwandy. Byla první a zatím jedinou ženou v tomto úřadě.